# Гейл, Чарльз
Ча́рльз Гейл (англ. Charles Gayle; 28 февраля 1939, Буффало, Нью-Йорк — 5 сентября 2023) — американский джазовый саксофонист, также играл на фортепиано и бас-кларнете. Жил и выступал в Нью-Йорке.

## Биография
Чарльз Гейл родился 28 февраля 1939 года в городе Буффало, штат Нью-Йорк. Начал заниматься музыкой в возрасте 9 лет, когда стал брать уроки игры на фортепиано. За исключением пары лет уроков игры на фортепиано в детстве, он был самоучкой. Влияние на его музыку также оказали церковные службы, которые он посещал в юности. В возрасте 19 лет он впервые взял в руки саксофон.
В 1969 году Гейл преподавал курс джаза в Университете штата Нью-Йорк в Буффало, где одним из его студентов был саксофонист Джей Бекенштейн.
Гейл переехал из Буффало в Нью-Йорк в 60-х годах, где стал участником зарождающегося в городе движения фри-джаза. В этот период музыкант становится бездомным, и начинает выступать на улицах и в метро Нью-Йорка, полагаясь на пожертвования прохожих в качестве дохода. Около 20 лет Чарльз Гейл оставался сквоттером.
В 1987 году выступление Гейла услышал Майкл Дорф, антрепренёр нью-йоркского авангардного клуба Knitting Factory. Уже весной 1988 года музыкант записал серию альбомов для шведского лейбла Silkheart.
Появляется в документальном фильме о джазе Rising Tones Cross.
В 2008 году джазовое трио Charles Gayle Trio — Чарльз Гейл, басист Хилиард Грин и барабанщик Клаус Кугель, выступали в Москве и Санкт-Петербурге.
Умер 5 сентября 2023 года, в возрасте 84 лет.

## Дискография
- 1988 — Always Born (Silkheart)
- 1988 — Homeless (Silkheart)
- 1988 — Spirits Before (Silkheart)
- 1991 — Touchin' on Trane (FMP)
- 1992 — Repent (Knitting Factory)
- 1993 — Translations (Silkheart)
- 1993 — Raining Fire (Silkheart)
- 1993 — More Live at the Knitting Factory (Knitting Factory)
- 1993 — Consecration (Black Saint)
- 1993 — Berlin Movement from Future Years (FMP)
- 1993 — Abiding Variations (FMP)
- 1994 — Live at Disobey (Blast First)
- 1994 — Kingdom Come (Knitting Factory)
- 1994 — Unto I Am (Victo)
- 1995 — Testaments (Knitting Factory)
- 1995 — Daily Bread (Black Saint)
- 1997 — Delivered (Thirsty Ear)
- 1997 — Solo in Japan (PSF)
- 1997 — Precious Soul (FMP)
- 1999 — Ancient of Days (Knitting Factory)
- 2000 — Jazz Solo Piano (Knitting Factory)
- 2003 — Shout! (Cleanfeed)
- 2006 — Time Zones (Tompkins Square)
- 2008 — Forgiveness (NotTwo Records)